# Best of MOONRIDERS 1982→1992 Keiichi Suzuki sings MOONRIDERS
『Best of MOONRIDERS 1982→1992 Keiichi Suzuki sings MOONRIDERS』（ベスト オブ ムーンライダーズ 1982 - 1992 ケイイチ スズキ シングス ムーライダーズ）はムーンライダーズのベスト・アルバム。
JAPAN RECORD、RVC、T・E・N・T、イーストワールド在籍時代のベスト・アルバム。タイトル通り全曲で鈴木慶一がボーカルを担当しているが、鈴木慶一作曲のものは無い。そのため、「ボクの曲が入っていないので、解説しました。」とライナーノーツで全曲解説している。

## 収録曲
1. 涙は悲しさだけで、出来てるんじゃない
作詞：鈴木慶一　作曲：岡田徹
アルバム『最後の晩餐』（1991年）収録。
2. 駅は今、朝の中
作詞・作曲：鈴木博文
アルバム『ANIMAL INDEX』（1985年）収録。
3. D/P
作詞：かしぶち哲郎　作曲：白井良明・鈴木博文
アルバム『AMATEUR ACADEMY』（1984年）収録。
4. ガラスの虹
作詞：鈴木博文　作曲：白井良明
アルバム『最後の晩餐』（1991年）収録。
5. さよならを手に
作詞：鈴木慶一　作曲：岡田徹
アルバム『A.O.R.』（1992年）収録。
6. Who's gonna die first?
作詞：鈴木博文　作曲：白井良明
アルバム『最後の晩餐』（1991年）収録。
7. スカーレットの誓い
作詞・作曲：かしぶち哲郎
アルバム『MANIA MANIÈRA』（1982年）収録。
8. ダイナマイトとクールガイ（シングル・ミックス）
作詞：鈴木慶一　作曲：岡田徹
11thシングル（1992年8月26日発売）。
9. 9月の海はクラゲの海
作詞：佐伯健三　作曲：岡田徹
アルバム『DON'T TRUST OVER THIRTY』（1986年）収録。
10. くれない埠頭
作詞・作曲：鈴木博文
アルバム『青空百景』（1982年）収録。
11. 幸せの洪水の前で
作詞：鈴木慶一　作曲：白井良明
アルバム『A.O.R.』（1992年）収録。
12. YER BLUES
作詞・作曲：John Lennon & Paul McCartney
カバー・アルバム『LOVE ME DO』（1992年9月30日発売。「ビートルズデビュー30周年」を銘打って、イーストワールド所属アーティストたちが参加。TOCT-6684。）収録。